# Nokia 6300
Nokia 6300 – model telefonu komórkowego produkowany przez fińską firmę Nokia, działający w sieci GSM 900, 1800, 1900.

## Ogólne specyfikacje
- cyfrowy aparat fotograficzny z funkcją zoomu (2MP)
- nagrywanie i odtwarzanie wideo
- kolorowy wyświetlacz TFT (16,7 milionów kolorów)
- zaawansowane funkcje zarządzania informacjami osobistymi
- Java™ MIDP 2.0
- telefon trójzakresowy
- Formaty audio: MP3, WMA, WAV, M4A, AAC, AMR;
- Formaty wideo: 3GP, MP4, SWF;
- Formaty grafiki: JPG, PNG, GIF, BMP, WBMP.

## Pełna specyfikacja[1]
Wielkość i masa
- Masa: 91 g
- Masa baterii standardowej BL-4C: 18,51 g
- Wymiary: 106,4 × 43,6 × 11,7 mm; 56 cm³

Wyświetlacz i rozkład funkcji
- Kolorowy wyświetlacz TFT z aktywną matrycą,
- 16,7 milionów kolorów
- 240 × 320 pikseli
- System operacyjny: Nokia Series 40, 3 edycja

Wbudowana kamera cyfrowa
- Aparat fotograficzny: rozdzielczość max. 1600 × 1200 pikseli, dwa tryby robienia zdjęć (standardowy i nocny), cyfrowa funkcja zbliżania x8, samowyzwalacz
- Nagrywanie wideo: wybór rozmiaru obrazu: QCIF (176 × 144) lub subQCIF (128 × 96); dźwięk (wł./wył.); cyfrowa funkcja zbliżania x8
- Wizjer pełnoekranowy

Funkcje używające pamięci
- Pamięć wewnętrzna o pojemności do 7,8 MB dostępna dla użytkownika
- Gniazdo karty rozszerzającej pamięć: karta microSD o pojemności do 2 GB

Wiadomości
- Aplikacja poczty elektronicznej z funkcjami obsługi załączników (wersja Java)
- MMS: technologia OMA MMS 1.2 umożliwiająca tworzenie, odbieranie, edytowanie i wysyłanie wiadomości multimedialnych o maksymalnej wielkości 300 KB
- Funkcja push-to-talk
- Wiadomości błyskawiczne
- Wiadomości audio Nokia Xpress (AMS)

Łączność bezprzewodowa
- Bezprzewodowa technologia Bluetooth 2.0
- Lokalna i zdalna bezpośrednia synchronizacja między urządzeniami za pomocą protokołu SyncML
- Pełne dostarczanie danych OMA
- Synchronizacja z komputerem za pomocą pakietu Nokia PC Suite przy użyciu kabla USB i bezprzewodowej technologii Bluetooth

Multimedia
- Odtwarzacz muzyczny obsługujący pliki w formatach MP3, MP4, AAC, AAC+, eAAC+, WMA, H.263 i H.264
- Stereofoniczne radio FM
- Strumieniowe transmisje wideo w formacie 3GPP
- Standard DRM w wersji 2.0
- Przeglądarka XHTML
- Odtwarzacz Macromedia Flash Lite 2.0

Transmisja danych
- EDGE (EGPRS): klasa 10
- GPRS: klasa 10

Połączenia
- Kontakty: zaawansowana baza danych kontaktów (1000 na telefonie) z funkcją przypisywania wielu numerów telefonicznych oraz adresów poczty elektronicznej jednej osobie
- Szybkie wybieranie numeru
- Rejestr: lista wybranych, odebranych i nieodebranych połączeń
- Automatyczne ponowne wybieranie
- Automatyczne odbieranie (tylko z kompatybilnym zestawem słuchawkowym lub samochodowym)
- Połączenia konferencyjne

Aplikacje Java™
- Możliwość pobierania aplikacji Java™ MIDP 2.0

Funkcje głosowe
- Wbudowany zestaw głośnomówiący
- Funkcja push-to-talk (Nokia PoC 1.1)
- Polecenia głosowe i dyktafon

Działanie w trzech zakresach częstotliwości
- Sieci GSM 900/1800/1900
- Automatyczna zmiana zakresu częstotliwości

W zestawie
- Telefon Nokia 6300
- Bateria BL-4C
- Ładowarka AC-3
- Stereofoniczny zestaw słuchawkowy HS-47
- Instrukcja obsługi
- Dysk CD-ROM
- Karta microSD 512 MB